# P-2教練機
P-2教練機（英語：P-2）是一款瑞士 皮拉圖斯飛機公司生產製造的單發螺旋槳發動機、下單翼、前後串連座椅的教練機。他可以算是雙座版本的P-1教練機。

## 發展
P-2是一種混合結構（金屬、木材和織物）結構的教練機。p-2在設計上，參考了bf 109。為了節省成本，P-2很大一部分的零件都來源於瑞士空軍的退役飛機，如梅塞施密特Bf 109的起落架。

雖然瑞士空军在50年代末就裝備了更先進的P-3教練機，P-2因其優秀的特技飛行性能，作為特技飛行教練機一直用到了1981年。

從瑞士空軍退役後，約48架轉為民用。據2008年統計，至少23架出現在瑞士、德國、法國、英國和美國的國家登記冊中。P-2也經常被塗裝成納粹德國空軍的飛機出現在電影及航展中。

## 型號
- P-2-01:第一架原型機
- P-2-02:靜態展示框架
- P-2-03:裝備希斯巴諾-蘇莎（英语：Hispano-Suiza）HS-12Mb HS-12Mb立式 V型水冷引擎的原型機，擁有大型腹側散熱器。
- P-2-04:武裝版本的P-2-03
- P-2-05:量產版的無武裝版本，共26架交付
- P-2-06:量產版的武裝版本，共26架交付

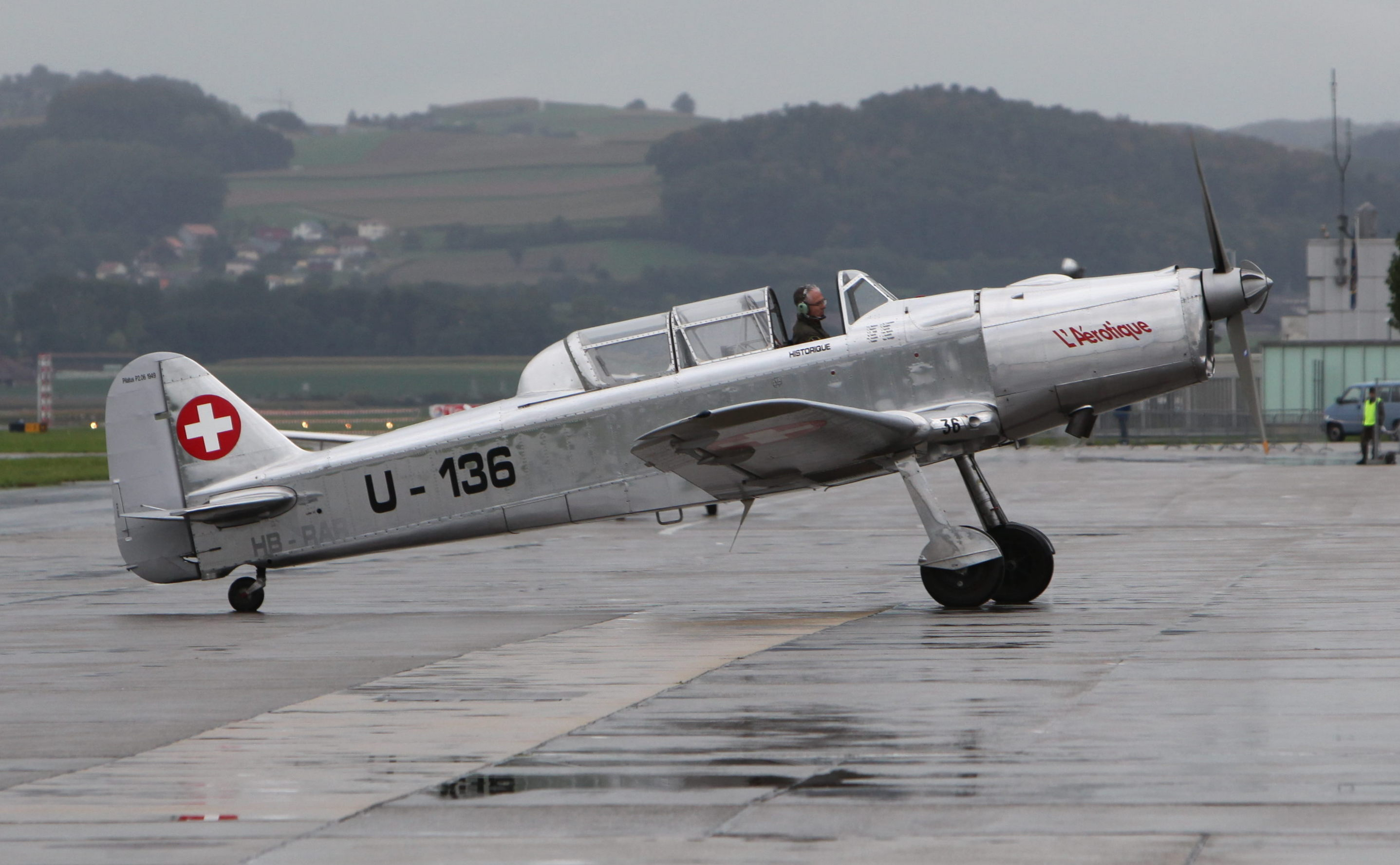

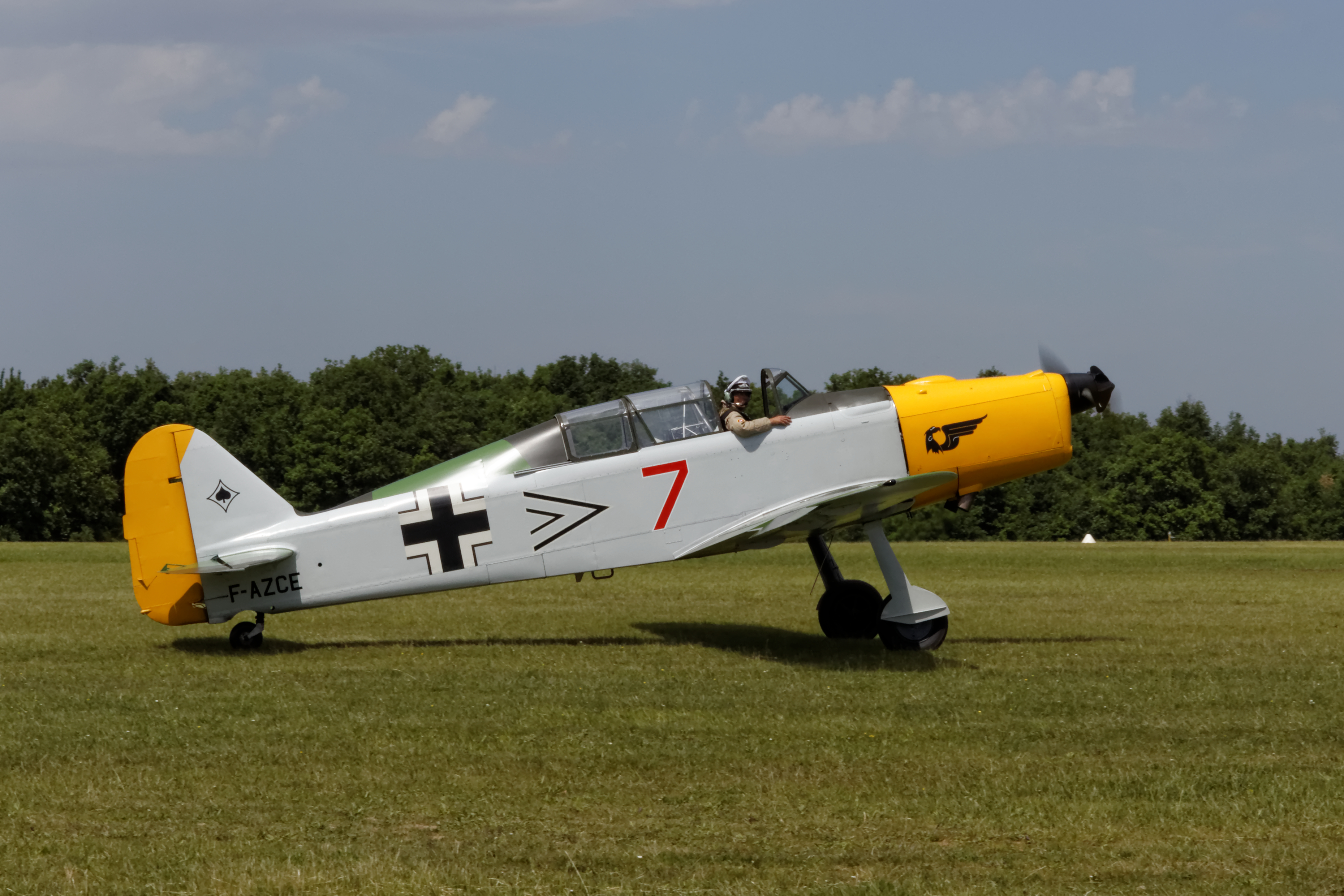
塗裝成鐵十字的P-2

## 服役
- 瑞士
- 海地

## 連結
（页面存档备份，存于）